# 梁雪予
梁雪予，GML，SLM（1907年—2010年1月29日），原名梁披雲，學名梁龍光，男，福建永春人，中国诗人、教育家、社会活动家、书法家，无政府主义者，中国文学艺术界联合会荣誉委员，第六、七、八届全国政协委员。長時間居住在澳門。

## 生平
梁雪予1907年生於福建省泉州市永春縣，6歲读村塾，9歲轉入新式學校。1921年，到福建集美镇求学。1923年，考入武昌師範大學，次年进入上海大學學習。五卅運動后南下，其間曾就讀於廣東大學。1925年第一次留居澳门。不久返回上海大學，1927年畢業，獲文學士學位。後兩度留學日本，于早稻田大學研究生毕业。
1930年，在泉州兴办黎明高级中学，任校长。后历任印尼棉蘭蘇東中學、馬來西亞雪蘭莪中華中小學、國立福建音樂專科學校、國立海疆學校校長及吉隆坡《益群報》、印尼《火炬報》總編輯。亦曾在四川、福建等地任職。

### 晚年
1966年再度移居澳门。晚年奔波輾轉東南亞、美國等地，努力發展中華教育事業。
1981年，梁披雲聯絡了海內外華僑，在黎明高中舊址發起創辦了黎明學園。1984年正式創辦黎明職業大學。
2010年1月29日上午9時許在澳門逝世。

## 家庭
長子為澳門歸僑總會永遠會長、第九屆全國政協委員梁仲虬（1931年—2021年7月31日）。

## 书法成就
幼年嗜書法，後得于右任親授，才领悟懸腕運筆之道。以行草見長。曾創辦香港《書譜》雜誌。精於書法、篆刻理論，主編出版了《中國書法大辭典》、《中國篆刻大辭典》等。
工于舊體詩詞，创作千餘首。

## 榮譽
- 2002年獲澳門特別行政區頒發銀蓮花勳章
- 2007年獲澳門特別行政區頒發大蓮花勳章[12]